# دسوقي أفندي في المصيف (فلم)
دسوقي أفندي في المصيف هو فيلم مصري من إخراج عمر عبد العزيز وبطولة عزت العلايلي، تيسير فهمي، سلوى خطاب، زوزو نبيل، أشرف عبد الباقي ومخلص البحيري، صدر الفيلم في 11 يونيو 1992. قام عزت العلايلي بالغناء بصوته الحقيقي في الفيلم.
الفيلم من أفلام عيد الأضحى 1412 هـ.

## نبذة
دسوقي أفندي موظف معروف بالأمانة، تنظم الشركة مسابقة يفوز بها دسوقي وجائزتها قضاء شهر مع عائلته في المصيف. هناك تتعرف يسرية أخت دسوقي على إيناس ابنة مدير الشركة التي تتورط في علاقتها مع محمود، تقف بجانبها يسرية، يقرر مدير الشركة تعيين دسوقي مديرًا للمخازن حتى يتمكن من التزوير في عهدة المخزن.

## طاقم العمل
- عزت العلايلي بدور دسوقي الدلبشاني
- تيسير فهمي بدور زهرة
- سلوى خطاب بدور يسرية
- زوزو نبيل بدور والدة دسوقي
- أشرف عبدالباقي بدور فتحي
- مخلص البحيري بدور شوكت

## وصلات خارجية
- مقالات تستعمل روابط فنية بلا صلة مع ويكي بيانات